# Crysis (серия игр)
Crysis — серия компьютерных игр, которые разработаны немецкой компанией Crytek и изданы американским издателем Electronic Arts. Серия игр Crysis является научно-фантастической трилогией в жанре шутера от первого лица. Первая игра серии, Crysis, была выпущена 13 ноября 2007 года. Её независимое дополнение Crysis Warhead, которое является спин-оффом, было выпущено в сентябре 2008 года. 1 июля 2009 года была анонсирована вторая игра серии, Crysis 2. Она вышла 22 марта 2011 года. Третья и заключительная часть серии, под названием Crysis 3, была выпущена 19 февраля 2013 года. 19 сентября 2020 года вышел Crysis Remastered, перевыпуск Crysis с улучшенной графикой, а 15 октября 2021 года был выпущен сборник Crysis Remastered Trilogy, в который также вошли улучшенные версии Crysis 2 и Crysis 3. 26 января 2022 года Crytek выпустила тизер новой части из серии трилогии Crysis — Crysis 4. Сообщается, что игра находится на ранней стадии разработки.

## Игры серии
| Название       | Год  | Платформы                                                                  |
| -------------- | ---- | -------------------------------------------------------------------------- |
| Crysis         | 2007 | Windows, PlayStation 3, PlayStation 4, Xbox 360, Xbox One, Nintendo Switch |
| Crysis Warhead | 2008 | Windows                                                                    |
| Crysis Wars    | 2008 | Windows                                                                    |
| Crysis 2       | 2011 | Windows, PlayStation 3, PlayStation 4, Xbox 360, Xbox One, Nintendo Switch |
| Crysis 3       | 2013 | Windows, PlayStation 3, PlayStation 4, Xbox 360, Xbox One, Nintendo Switch |
| Crysis 4       | TBA  | —                                                                          |

## Разработка
| 2007 | Crysis                    |
| 2008 | Crysis Warhead            |
| 2008 | Crysis Wars               |
| 2009 |                           |
| 2010 |                           |
| 2011 | Crysis 2                  |
| 2012 |                           |
| 2013 | Crysis 3                  |
| 2014 |                           |
| 2015 |                           |
| 2016 |                           |
| 2017 |                           |
| 2018 |                           |
| 2019 |                           |
| 2020 | Crysis Remastered         |
| 2021 | Crysis Remastered Trilogy |
| 2022 |                           |
| 2023 |                           |
| 2024 |                           |
| TBA  | Crysis 4                  |

### Этимология названия игры
Слова «crysis» в английском языке не существует. Однако оно ассоциируется со словом «crisis» — «кризис».
Исполнительный директор и основатель Crytek Джеват Ерли (англ. Cevat Yerli) в интервью с журналистами «Видеомании», видео-приложением российского журнала «Игромания», на вопрос о происхождении названия игры ответил следующее:
Мы с братьями решили, что в названии нашей второй игры обязательно должно содержаться «cry». Обязательно. Это вроде как наша торговая марка. Может, кому-то это покажется смешным, но игру Crytek всегда можно будет узнать по названию. Ну и вообще, к чему приводит вторжение пришельцев: к страху, ужасу, разрушениям. Как это назвать одним словом — кризис, отсюда — Crysis. Вообще-то название пришло в голову и нам, и работникам маркетингового отдела Electronic Arts, из-за этого мы даже хотели отказаться от названия, как от слишком очевидного, но потом подумали и решили, что лучшего именно нам для нового проекта не найти. В общем, идеальное название, иначе как кризисом, творящееся в игре, не назовёшь.

## Общие геймплейные характеристики серии
Все игры серии являются шутерами от первого лица. Игры серии, а особенно первая часть — «Crysis», выполнены в стиле «песочницы». «Песочница» — это жаргонное название нелинейного геймплея, то есть такого стиля геймплея, когда игрок волен сам выбирать, куда ему идти, что атаковать и т. д. Вместе с тем игры серии Crysis не являются классическими песочницами, так как сюжет в играх полностью линейный. Нелинейными являются игровые уровни, которые представляют собой открытые пространства и не ограничивают движение игрока. Например, игрок может атаковать базу врагов, а может пройти мимо.
Игры серии Crysis имеют несколько существенных геймплейных отличий от стандартных игр. Главным геймплейным элементом трилогии является Нанокостюм — вымышленный силовой экзоскелет, использующий нанотехнологии и дающий различные преимущества в бою, такие как временная невидимость, защита от прямого попадания пуль, увеличение физической силы и т. д.
Также в играх серии Crysis детально проработано ручное стрелковое оружие. Игрок имеет возможность модифицировать оружие в реальном времени в режиме игры, добавляя на него разные модули — прицелы, целеуказатели, подствольный гранатомёт, фонарик и т. д. Таким образом, есть возможность адаптировать оружие к текущей ситуации.

### Нанокостюм
Нанокостюм можно назвать основным и самым узнаваемым элементом геймплея серии. Он использует нанотехнологии и стоит миллионы долларов США. Производился компанией CryNet Systems, с применением материалов цефов (инопланетная форма жизни). CryNet Systems являлась дочерней компанией Харгрив-Раш Биомедикал (англ. Hargreave-Rash Biomedical). Она была создана Джейкобом Харгивом и Карлом Эрнстом Рашем после того, как они украли технологии инопланетного происхождения с Тунгусского метеорита. Он даёт оператору существенные тактические и боевые преимущества такие как временная невидимость, увеличение физической силы и другое.

#### Нанокостюм 1.0 (Crysis и Crysis Warhead)
В оригинальной игре и дополнении к ней представлен Нанокостюм 1.0. Он является крайне высокотехнологичным и не менее секретным оружием Вооружённых Сил США. В маску Костюма встроен HUD (англ. Heads-Up Display) на котором отображается счётчик энергии Нанокостюма и здоровья его оператора. Костюм способен восстанавливать свою энергию и регенерировать здоровье человека-пользователя. У него есть четыре режима работы:
- Защита. В режиме Защиты Нанокостюм защищает своего оператора от повреждений. Если активирован этот режим, то энергия расходуется, при попадании в Костюм пуль, падениях и иных видах физического воздействия. Также данный режим является стандартным: автоматическое переключение в режим Защиты происходит, например, при израсходовании энергии в режиме Маскировки.
- Скорость. Режим Скорости значительно увеличивает скорость передвижения солдата. При его активации увеличивается скорость ходьбы и передвижения лёжа, особенно если перейти на бег или скоростное ползание (по умолчанию за это отвечает клавиша «Shift»). Энергия расходуется только во втором случае, однако она делает это крайне быстро. Также активация этого режима увеличивает скорость нанесения рукопашных ударов. Костюм, находящийся в режиме Скорости переливается белым свечением.
- Сила. Режим Силы увеличивает физическую силу бойца, что даёт ему возможность высоко прыгать и наносить более мощные рукопашные удары. Также в этом режиме уменьшается разброс и повышается точность пуль. Следовательно, Нанокостюм расходует энергию во время прыжков, в ближнем бою или при стрельбе. В режиме Силы, Костюм переливается красным свечением.
- Маскировка. Режим Маскировки делает солдата частично невидимым на ограниченный период времени, пока не закончится энергия. Кроме самого бойца частично невидимым становится и его вооружение, как стрелковое, так и стационарное. Сторонние предметы в его руках невидимыми не становятся. В этом режиме энергия Нанокостюма расходуется постоянно, однако при передвижении она делает это гораздо быстрее. По полному истощению запасов энергии Костюм автоматически переключается в режим Защиты. Следует заметить, что при атаке (ударе, выстреле) или броске предмета запасы энергии иссякают моментально.

Активация каждого из режимов сопровождается соответствующим звуковым оповещением: «Максимум Брони», «Максимум Скорости», «Максимум Силы» или «Маскировка активирована».

#### Нанокостюм 2.0 (Crysis 2 и Crysis 3)
Нанокостюм 2.0 довольно значительно отличается от своего предшественника. Теперь режима всего три — Мощь (гибрид Скорости и Силы), Защита, которая стала гораздо эффективнее и Маскировка.
Также Нанокостюм 2.0 может быть модифицирован посредством модулей, активируемых с помощью нанокатализаторов. Они в свою очередь добываются из тел убитых цефов.

### Ручное вооружение и амуниция
В играх серии «Crysis» игроку доступна стандартная гамма оружия, присущая большинству шутеров от первого лица. Сюда входит как обычное вооружение (пистолеты, автоматические винтовки, дробовики и для другие), так и научно-фантастическое, земное (винтовка Гаусса) и оружие инопланетного происхождения. (англ. MOAC – Molecular Accelerator — Молекулярный Ускоритель)
Одновременно игрок может носить максимум два экземпляра стандартного оружия, один гранатомёт и максимум два малых одноручных оружия. Присутствует возможность ближнего боя: если протагонист без оружия в руках, то он применяет кулачный бой; если же в руках есть оружие, то применяет удар прикладом или магазином.
Всё оружие может быть изменено с помощью соответствующих модулей (гаджетов, приспособлений); эти приспособления могут быть даны игроку по умолчанию, получены с подобранного оружия или куплены в многопользовательской игре. Однажды приобретённые, они могут быть удалены только через смерть или скриптовую потерю инвентаря во время развития сюжета в однопользовательском режиме. Если во время нормальной игры игрок прицепляет фонарик к своей винтовке, которую потом выбрасывает, то это не считается потерей и данное приспособление будет доступно в будущем.
Модификация оружия различными модулями возможна благодаря рельсовой системе направляющих (англ. RIS – Rail Interface System), которая вмонтирована в каждый экземпляр используемого оружия. В частности, используется система наподобие планки Пикатинни (англ. Picatinny Rail), которая в действительности присутствует во многих современных образцах оружия. У оружия есть 4 точки крепления, куда могут быть прикреплены насадки: верхняя (надствольная) направляющая, нижняя (подствольная) направляющая, Ствол и крепление слева от ствола. Таким образом, некоторые приспособления не могут быть совмещены; например, невозможно использовать одновременно подствольный гранатомёт и транквилизатор, или фонарь и лазерный целеуказатель. Некоторые виды оружия не имеют некоторых направляющих ввиду конструктивных особенностей; например, дробовик не имеет подствольной направляющей; соответственно, на него невозможно установить подствольный гранатомёт. Опции приспособлений дают большое количество вариантов модификации основного оружия, даже если результат этого изменения может казаться странным. Например, оптический прицел переменной кратности 4x/10x может быть прицеплен к дробовику, стреляющему картечью на ближние дистанции.
В большей части оружия возможно изменение режима огня. Например, автоматические винтовки имеют режимы стрельбы одиночными выстрелами и очередью. Некоторые образцы оружия имеют несколько типов боеприпасов к ним, которые игрок может выбирать во время игры. Например, для дробовика присутствуют два типа картечных патронов с большой и малой кучностью.
В играх серии присутствует четыре типа ручных гранат: фугасные, светошумовые, дымовые и импульсные (наногранаты). Можно изменять силу броска гранаты.
Ещё одной особенностью стрелкового оружия в серии «Crysis» является возможность «31-го патрона». Если игрок выстрелил не весь магазин, а затем перезарядился на новый, полностью заполненный магазин, состоящий из N патронов, то ему будет доступно N + 1 патронов.
В первой игре серии в многопользовательском режиме было доступно больше образцов вооружения, чем в однопользовательском. Сюда относятся MOAR (англ. Molecular Arrestor — Молекулярный разрядник), противотанковые и противопехотные мины, а также некоторое другое вооружение и оснащение. В многопользовательском в режиме «Power Struggle» с помощью Тактического Атомного Оружия (англ. TAC – Tactical Atomic Cannon) можно уничтожить базу врага.
В Crysis Warhead присутствует всё оружие из Crysis, кроме MOAC (молекулярный ускоритель пришельцев). Также появилось множество нового оружия, большая часть которого в оригинальном Crysis была доступна только в мультиплеере. Также появилось несколько полностью новых видов вооружения. Большинство перенесённого из оригинала в Crysis Warhead оружия подверглось внешней переработке — были изменены текстуры. В Crysis Wars присутствует всё оружие из оригинала и дополнения, однако текстуры остались прежними. Заметным изменением системы оружия, которое появилось в "Crysis Warhead и Crysis Wars, стал режим стрельбы с двух рук. В оригинальной игре при стрельбе «по-македонски» за стрельбу с обоих оружий отвечала по умолчанию левая кнопка мыши; поэтому игроку нельзя было контролировать, из какого именно оружия будет произведён конкретный выстрел. В «Crysis Warhead» и «Crysis Wars» при стрельбе «по-македонски» левая кнопка мыши отвечает за левое оружие, а правая — за правое.
По крайней мере одно стрелковое оружие было вырезано из оригинального Crysis. Этим оружием стала вымышленная автоматическая винтовка MPXA, выполненная по схеме «булл-пап». Эту винтовку в руках корейских солдат можно часто заметить на ранних видеороликах, скриншотах и рендер-артах игры. По внешнему виду MPXA сильно напоминает существующую в реальности китайскую автоматическую винтовку QBZ-95/97 (Тип 95 / 97).
Также из оружейного арсенала первой части серии были вырезаны тактические пули. Тактическими пулями протагонист должен был «помечать» врага, после чего месторасположение «помеченного» врага отмечается на мини-карте. Также эти пули могут усыплять и убивать врагов.

### Транспортные средства
В играх серии Crysis присутствует большой выбор транспортных средств; часть из них доступны игроку. Доступные наземные средства передвижения включают много техники, начиная с лёгких джипов и заканчивая тяжёлыми танками. К морским средствам передвижения относятся лёгкие моторные лодки, суда на воздушной подушке и подводных крыльях. Доступные воздушные средства представлены несколькими летательными аппаратами. Во всех транспортных средствах (пикапах, хаммерах, лодках и даже танках) есть режим ускорения, который активируется нажатием соответствующей клавиши.
В Crysis Warhead присутствуют транспортные средства, большинство из которых доступны для управления игроку.
Колёсные транспортные средства имеют зональную систему повреждений, что наиболее заметно на примере простреливаемых шин. В гусеничных транспортных средств, таких как танки или БМП, возможно уничтожение гусениц. Также можно выстрелить во внешние топливные канистры для их детонации и последующего подрыва транспортного средства; пылающий остов будет оказывать ущерб большинству объектов поблизости. Даже если все шины транспортного средства пробиты, оно все ещё может медленно ехать на ободах колёсных дисков. То же самое относится к гусеничным транспортным средствам, у которых уничтожены гусеницы. К средствам, которые есть в играх серии, но не могут использоваться игроком, относятся реактивные истребители, экскаваторы, транспортные VTOL’ы, подводные лодки и большие суда. Сюда относятся и все инопланетные средства.
Находясь внутри транспортного средства, игрок имеет возможность обзора как от первого, так и от третьего лица. В режиме от третьего лица имеется возможность отдалять и приближать виртуальную камеру. По сравнению с Crysis и Crysis Wars, в Crysis Warhead была убрана возможность поворачивать виртуальную камеру обзора влево и вправо на 45° от линии направления движения транспорта.
Почти все наземные транспортные средства имеют два вида окраски: американский (серо-коричневый камуфляжный цвет) и северокорейский (светло-коричневый «песочно-грунтовый» камуфляжный цвет).
В Crysis Warhead и соответственно Crysis Wars была значительно улучшена физика транспортных средств по сравнению с оригинальной игрой. Физика транспортных средств в Crysis была довольно несовершенной. Поэтому исправление и доработка физики стало одним из приоритетов разработчиков Crysis Warhead, о чём они сообщили ещё 31 июля 2008 года в Crysis Monthly Update #3. Обозреватели заметили это сразу после выхода Crysis Warhead. «Зато управление техникой здорово доработали. Транспортные средства уже не ведут себя консервными банками на колёсах. Они хорошо слушаются руля», — написали журналисты GameTech в обзоре на игру.
В многопользовательском режиме оригинального Crysis присутствовали виды транспорта, которые полностью отсутствовали в одиночной кампании. Разработчики Crysis Warhead перенесли часть этого транспорта в игру. Вместе с тем, по сравнению с Crysis, из Crysis Warhead убрано или сделано недоступным для игрока значительное количество техники. Так, протагонисту не предоставляются для управления танки и противовоздушные зенитные установки[уточнить], а значительное количество транспорта, такого как гражданские пикапы и все виды водного и воздушного транспорта, и вовсе убраны из игры. Вместе с тем разработчики добавили в Crysis Warhead и прилагающийся к нему Crysis Wars несколько полностью новых видов транспортных средств.

## Сюжет и игровой мир

### Сюжет
Действие Crysis начинается 14 августа 2020 года, когда отряд американских солдат в Нанокостюмах «Хищник» высаживается на острова Лингшан, в Филиппинском море. Их цель — найти группу археологов, которая ранее была захвачена бойцами КНА. Однако через небольшое количество времени после высадки начинают происходить странные вещи. Протагонист игры c позывным Номад теряет парашют и падает в залив недалеко от берега, сильно ударившись о воду. Остальные четыре бойца, с позывными Шут, Ацтек, Псих и Пророк, также приземлились вне зоны высадки.
События Crysis Warhead, самостоятельного дополнения для Crysis, происходят параллельно с событиями оригинальной игры. Протагонистом аддона является сержант Майкл Сайкс, с позывным «Псих». В конце четвёртого эпизода Crysis он был отправлен на помощь отряду «Альфа».

### Протагонисты
В первой игре серии Crysis 2007 года выпуска протагонистом является член отряда специального назначения «Delta Force» 1-й лейтенант Джейк Данн (англ. Jake Dunn) с позывным «Кочевник» (англ. Nomad).
В дополнении Crysis Warhead протагонистом является товарищ Номада, сержант Майкл Сайкс с позывным «Псих» (англ. Psycho).
Протагонистом в Crysis 2 является морпех Алькатрас (англ. Alcatraz).
Протагонистом в Crysis 3 является Пророк (англ. Prophet) — так назвал себя Алькатрас в конце предыдущей части.

## Конкурсы и мероприятия по играм серии Crysis

### Конкурс «Кризис сержанта Сайкса»
Крупнейший и старейший российский игровой сайт Absolute Games и компания Electronic Arts при участии корпорации Microsoft организовали викторину «Кризис сержанта Сайкса».
Викторина началась 30 октября и была закончена 5 ноября 2008 года. Участникам было необходимо правильно отвечать на поставленные вопросы. Было представлено 16 вопросов, каждый из которых оценивался от 10 до 40 баллов, в зависимости от сложности вопроса. После вопроса предоставлялось несколько (от 6 до 8) вариантов ответов, из которых только один является правильным. Темы вопросов касались игры «Crysis Warhead» и истории компании Crytek. Победители и правильные ответы на все вопросы были объявлены 6 ноября.
Приз за первое место — видеокарта ASUS ENGTX280, базирующаяся на чипсете nVidia GeForce GTX280, а также игровая мышь Microsoft SideWinder X5 и клавиатура Microsoft SideWinder X6. Приз за места со 2-го по 10-е включительно — игровая мышь Microsoft SideWinder X5 и клавиатура Microsoft SideWinder X6.